# Triphora yucatanensis
Triphora yucatanensis är en orkidéart som beskrevs av Oakes Ames. Triphora yucatanensis ingår i släktet Triphora och familjen orkidéer. Inga underarter finns listade i Catalogue of Life.